# Фань Чжэнь
Фань Чжэнь (кит. 范缜, пиньинь Fàn Zhěn; 450—510) — китайский философ, идеолог антибуддистской пропаганды времен династий Южная Ци и Лян.

## Биография
Родился в 450 году в уезде Уинь (современный уезд Биян провинции Хэнань). Происходил из влиятельного чиновничьего клана. Получил хорошее образование, после этого Фань Чжэня приняли на государственную службу. Это время существования государств Южная Ци (479—501) и Лян (502—557). Поддерживал личные контакты с членами правящих династий. Умер в 510 году.

## Философия
Считал буддизм «варварским» учением, который подрывает моральные устои общества и вносит суматоху в управление государством. Наиболее эффективный способ борьбы с буддизмом видел в дискредитации его доктрин, в первую очередь идеи «неуничтожимости духа» (шэнь бу ме) — так Фань Чжэнь трактовал учение о круг рождения и воздаянии (карме).
Основное философское произведение Фань Чжэня — «Шэнь ме лунь» («Суждения об уничтожении духа»). Полемика вокруг этого трактата, организованная на официальном уровне в 480—490-х годах и 507—508 годах, стала важным событием духовной жизни Китая.
Основной постулат теоретических построений Фань Чжэня — субстанциональное единство телесной «формы» (син) и «духа» (шэнь). Опираясь на традиционные для китайской философии представления о человеке как о психофизическом целом, образованном единственной субстанцией — «пневмой», он довел их до логического завершения. Фань Чжэнь отказался от принятого ранее противопоставления «формы» и «духа» по принципу «оболочка-наполнитель», трактуя их как материальную субстанцию и её функциональную свойство (юн). Отсюда следовал вывод о принципиальной невозможности раздельного существования телесной «формы» и «духа», об одномоментности их гибели, что также было шагом вперед по сравнению со взглядами предшествовавших философов, как конфуцианских, так и даосских, которые, признавая субстанциальное единство телесной «формы» и «духа», все же рассматривали гибель последнего как относительно самостоятельный акт.
Согласно взглядам Фань Чжэня, мир представляет собой единый организм, составляющие которого, в частности, жизнь человека, подчиняются только природным законам. Он отрицал наличие каких—либо сверхъестественного разумного существа, подвергал резкой критике религиозные предрассудки и верования, давая им рационалистические объяснения. Так, по его мнению, культ предков изначально был только формой проявления уважения к памяти покойного. Фань Чжэнь последовательно выступал против идеалистических тенденций в осмыслении природы человека и мира, признавал возможность и необходимость их логико—дискурсивного познания.
Учение Фань Чжэня, которое является определённым итогом эволюции материалистических и рационалистических тенденций древней и раннесредневековой философии Китая, осталось непризнанным его современниками. Одна из причин этого заключается в построении им системы доказательств на метафорических сравнениях: те же сравнения, взятые на вооружение его оппонентами, служили иллюстрацией прямо противоположных выводов.